# Charles Edward Hubbard
Charles Edward Hubbard, född den 23 maj 1900 i Appleton, död den 8 maj 1980, var en brittisk botaniker som var specialiserad på gräs. Han var anställd av Royal Botanic Gardens, Kew under hela sin yrkeskarriär, från april 1920 till den 30 november 1965.
Auktorsnamnet C.E.Hubb. kan användas för Charles Edward Hubbard i samband med ett vetenskapligt namn inom botaniken; se Wikipediaartiklar som länkar till auktorsnamnet.